# 1972年アルゼンチングランプリ
1972年アルゼンチングランプリ (英: 1972 Argentine Grand Prix) は、1972年のF1世界選手権の開幕戦として、1972年1月23日にブエノスアイレス・サーキットで開催された。
レースは95周で行われ、2番手からスタートしたティレルのジャッキー・スチュワートが優勝した。マクラーレンのデニス・ハルムが2位、フェラーリのジャッキー・イクスが3位となった。

## 背景
アルゼンチンGPは1960年以来12年ぶりにF1世界選手権のカレンダーに復帰した。

## エントリー

### 参戦チームとドライバー
前年のコンストラクターズランキング順に記載する。
前年のチャンピオンであるティレルは、前年度王者のジャッキー・スチュワートとフランソワ・セベールのまま変わらず。マシンもスチュワートが003、セベールが002で継続。
BRMは前年にペドロ・ロドリゲスとジョー・シフェールを相次いで失ったが、新たなタイトルスポンサーとしてマールボロが付き、前年から残留するピーター・ゲシン、ハウデン・ガンレイ、ヘルムート・マルコに加え、マトラから移籍したジャン＝ピエール・ベルトワーズが新たなエースとなり、ロータスからレイネ・ウィセルが移籍し、アレックス・ソラー＝ロイグが最後のシートを手に入れ、常時3-5台の大量エントリーを敢行する。ただし、ベルトワーズは前年のブエノスアイレス1000kmレースの事故によりアルゼンチンの司法省による訴追の脅威に曝されていたため、大西洋を渡らず欠場した。マシンは前年の改変型P160Bを主に使用する。
フェラーリは312B2の弱点だったリアサスペンションに改良を施した。ドライバーはジャッキー・イクスとクレイ・レガツォーニのまま変更なく、マリオ・アンドレッティも引き続きアメリカでのスケジュールの都合が付く場合に限り参戦する。
マーチはロニー・ピーターソンが残留し、ニキ・ラウダが加入した。マシンは前年の成功作711の改良型721を投入した。
ロータスは前年までのゴールドリーフから同じインペリアル・タバコのブランドである「ジョン・プレイヤー・スペシャル(JPS)」にタイトルスポンサーを変更したことに伴い、主力マシン72Dのカラーリングもブラックとゴールドに変わった。ドライバーはエマーソン・フィッティパルディが残留し、イギリスF3チャンピオンのデビッド・ウォーカーが加入した。
前年までBRMのタイトルスポンサーであったヤードレーはこの年からマクラーレンのタイトルスポンサーとなり、主力マシンのM19Aのカラーリングはオレンジからホワイトに変更された。ドライバーはデニス・ハルムが残留し、ピーター・レブソンが加わった。レブソンもアンドレッティ同様、アメリカでのレースと重なる場合は欠場する。
マトラはクリス・エイモンのみの1台体制に縮小し、マシンは改良型のMS120Cを使用する。
サーティースはオーナーのジョン・サーティースがチーム運営やマシン開発に集中することになり、ドライバーラインナップもマイク・ヘイルウッド、ティム・シェンケン、アンドレア・デ・アダミッチと一新された。ただし、ヘイルウッドは本レースを欠場する。マシンは前年のアメリカGPで先行投入されたTS9Bを使用する。
ブラバムはジャック・ブラバムに1年遅れてロン・トーラナックも手を引き、バーニー・エクレストンがチームを掌握して体制が一新された。ベテランのグラハム・ヒルは残留したがNo.2に格下げとなりBT33をドライブし、新たなNo.1ドライバーとして新人カルロス・ロイテマンを迎え、前年にヒルが走らせたBT34を与えた。
ウィリアムズはイタリアの玩具メーカー「ポリトイ」の支援を得て、ブラバムを去ったトーラナックにオリジナルF1マシンの制作を依頼した。しかし、開幕までに新車は完成せず、前年に引き続きマーチから721を購入することになった。ドライバーはアンリ・ペスカロロが残留した。

### タイヤ
マーチ（とマーチを使用するウィリアムズも）はこの年からタイヤをグッドイヤーに変更した。ファイアストンはスリックタイヤのコンパウンドは1種類のみだったが、グッドイヤーはハード、ミディアム、ソフト、スーパーソフトの4種類のコンパウンドを用意した。

### エントリーリスト
| チーム                                             | No. | ドライバー                     | コンストラクター | シャシー | エンジン                         | タイヤ |
| -------------------------------------------------- | --- | ------------------------------ | ---------------- | -------- | -------------------------------- | ------ |
| モーターレーシング・ディベロップメンツ・リミテッド | 1   | グラハム・ヒル                 | ブラバム         | BT33     | フォード・コスワース DFV 3.0L V8 | G      |
| モーターレーシング・ディベロップメンツ・リミテッド | 2   | カルロス・ロイテマン           | ブラバム         | BT34     | フォード・コスワース DFV 3.0L V8 | G      |
| マールボロ・BRM                                    | 3   | ハウデン・ガンレイ             | BRM              | P160B    | BRM P142 3.0L V12                | F      |
| マールボロ・BRM                                    | 5   | ピーター・ゲシン               | BRM              | P160B    | BRM P142 3.0L V12                | F      |
| マールボロ・BRM                                    | 4   | レイネ・ウィセル               | BRM              | P153     | BRM P142 3.0L V12                | F      |
| エスパーニャ・マールボロ・BRM                      | 6   | アレックス・ソラー＝ロイグ     | BRM              | P160B    | BRM P142 3.0L V12                | F      |
| オーストリア・マールボロ・BRM                      | 7   | ヘルムート・マルコ             | BRM              | P153     | BRM P142 3.0L V12                | F      |
| スクーデリア・フェラーリ SpA SEFAC                 | 8   | ジャッキー・イクス             | フェラーリ       | 312B2    | フェラーリ 001/1 3.0L F12        | F      |
| スクーデリア・フェラーリ SpA SEFAC                 | 9   | クレイ・レガツォーニ           | フェラーリ       | 312B2    | フェラーリ 001/1 3.0L F12        | F      |
| スクーデリア・フェラーリ SpA SEFAC                 | 10  | マリオ・アンドレッティ         | フェラーリ       | 312B2    | フェラーリ 001/1 3.0L F12        | F      |
| ジョン・プレイヤー・チーム・ロータス               | 11  | エマーソン・フィッティパルディ | ロータス         | 72D      | フォード・コスワース DFV 3.0L V8 | F      |
| ジョン・プレイヤー・チーム・ロータス               | 12  | デビッド・ウォーカー           | ロータス         | 72D      | フォード・コスワース DFV 3.0L V8 | F      |
| STP・マーチ・レーシングチーム                      | 14  | ロニー・ピーターソン           | マーチ           | 721      | フォード・コスワース DFV 3.0L V8 | G      |
| STP・マーチ・レーシングチーム                      | 15  | ニキ・ラウダ                   | マーチ           | 721      | フォード・コスワース DFV 3.0L V8 | G      |
| エキップ・マトラ・スポール                         | 16  | クリス・エイモン               | マトラ           | MS120C   | マトラ MS72 3.0L V12             | G      |
| ヤードレー・チーム・マクラーレン                   | 17  | デニス・ハルム                 | マクラーレン     | M19A     | フォード・コスワース DFV 3.0L V8 | G      |
| ヤードレー・チーム・マクラーレン                   | 18  | ピーター・レブソン             | マクラーレン     | M19A     | フォード・コスワース DFV 3.0L V8 | G      |
| ブルックボンド・オクソ・チーム・サーティース       | 19  | ティム・シェンケン             | サーティース     | TS9B     | フォード・コスワース DFV 3.0L V8 | F      |
| チェラミカ・パニョッシン・チーム・サーティース     | 20  | アンドレア・デ・アダミッチ     | サーティース     | TS9B     | フォード・コスワース DFV 3.0L V8 | F      |
| エルフ・チーム・ティレル                           | 21  | ジャッキー・スチュワート       | ティレル         | 003      | フォード・コスワース DFV 3.0L V8 | G      |
| エルフ・チーム・ティレル                           | 22  | フランソワ・セベール           | ティレル         | 002      | フォード・コスワース DFV 3.0L V8 | G      |
| チーム・ウィリアムズ・モチュール                   | 23  | アンリ・ペスカロロ             | マーチ           | 721      | フォード・コスワース DFV 3.0L V8 | G      |
| ソース:                                            |     |                                |                  |          |                                  |        |

## 予選
F1デビュー戦のカルロス・ロイテマンが地元の大観衆に見守られる中、堂々のポールポジションを奪った。F1デビュー戦でポールポジションを獲得したのは1950年イギリスGPのジュゼッペ・ファリーナと1968年アメリカGPのマリオ・アンドレッティに次ぐ3人目だが、ファリーナはF1最初のレースであり、アンドレッティは厳密には参戦2戦目であるため、事実上初の記録である。ブラバムチームにとっては1970年スペインGPのジャック・ブラバム以来2年ぶりのポールポジション獲得である。
ジャッキー・スチュワートはロイテマンに0.2秒差の2番手でフロントローに並び、2列目はピーター・レブソンとデニス・ハルムのマクラーレン勢が占め、グッドイヤー勢が2列目までを独占した。ファイアストン勢のトップは5番手のエマーソン・フィッティパルディで、以下クレイ・レガツォーニ、フランソワ・セベール、ジャッキー・イクス、マリオ・アンドレッティ、ロニー・ピーターソンがトップ10に入った。

### 予選結果
| 順位    | No. | ドライバー                     | コンストラクター      | タイム  | 差    | グリッド |
| ------- | --- | ------------------------------ | --------------------- | ------- | ----- | -------- |
| 1       | 2   | カルロス・ロイテマン           | ブラバム-フォード     | 1:12.46 | -     | 1        |
| 2       | 21  | ジャッキー・スチュワート       | ティレル-フォード     | 1:12.68 | +0.22 | 2        |
| 3       | 18  | ピーター・レブソン             | マクラーレン-フォード | 1:12.74 | +0.28 | 3        |
| 4       | 17  | デニス・ハルム                 | マクラーレン-フォード | 1:12.99 | +0.53 | 4        |
| 5       | 11  | エマーソン・フィッティパルディ | ロータス-フォード     | 1:13.28 | +0.82 | 5        |
| 6       | 9   | クレイ・レガツォーニ           | フェラーリ            | 1:13.28 | +0.82 | 6        |
| 7       | 22  | フランソワ・セベール           | ティレル-フォード     | 1:13.39 | +0.93 | 7        |
| 8       | 8   | ジャッキー・イクス             | フェラーリ            | 1:13.50 | +1.04 | 8        |
| 9       | 10  | マリオ・アンドレッティ         | フェラーリ            | 1:13.61 | +1.15 | 9        |
| 10      | 14  | ロニー・ピーターソン           | マーチ-フォード       | 1:14.34 | +1.88 | 10       |
| 11      | 19  | ティム・シェンケン             | サーティース-フォード | 1:14.17 | +1.71 | 11       |
| 12      | 16  | クリス・エイモン               | マトラ                | 1:14.28 | +1.82 | 12       |
| 13      | 3   | ハウデン・ガンレイ             | BRM                   | 1:14.28 | +1.82 | 13       |
| 14      | 20  | アンドレア・デ・アダミッチ     | サーティース-フォード | 1:14.34 | +1.88 | 14       |
| 15      | 23  | アンリ・ペスカロロ             | マーチ-フォード       | 1:14.49 | +2.03 | 15       |
| 16      | 1   | グラハム・ヒル                 | ブラバム-フォード     | 1:14.52 | +2.06 | 16       |
| 17      | 4   | レイネ・ウィセル               | BRM                   | 1:14.52 | +2.06 | 17       |
| 18      | 5   | ピーター・ゲシン               | BRM                   | 1:15.11 | +2.65 | 18       |
| 19      | 7   | ヘルムート・マルコ             | BRM                   | 1:15.53 | +3.07 | 19       |
| 20      | 12  | デビッド・ウォーカー           | ロータス-フォード     | 1:15.55 | +3.09 | 20       |
| 21      | 6   | アレックス・ソラー＝ロイグ     | BRM                   | 1:15.66 | +3.20 | 21       |
| 22      | 15  | ニキ・ラウダ                   | マーチ-フォード       | 1:15.92 | +3.46 | 22       |
| ソース: |     |                                |                       |         |       |          |

## 決勝
レース当日は炎天下であったが8万人以上の観衆を集め、そのほとんどが地元出身のカルロス・ロイテマンを応援した。グッドイヤータイヤを使用するドライバーの多くがハードタイヤでのスタートを選択する中、ロイテマンは予選で使用したウルトラソフトタイヤでスタートする賭けに出た。スタート直前にクリス・エイモンのギアボックスが壊れ、スタートすることができなかった。
スタートでジャッキー・スチュワートがロイテマンからリードを奪い、デニス・ハルム、エマーソン・フィッティパルディ、クレイ・レガツォーニ、ロニー・ピーターソン、フランソワ・セベール、ピーター・レブソンが続く。フィッティパルディは2周目にハルムを抜き、8周目にはロイテマンも抜いてスチュワートに迫る。ハルムも12周目にロイテマンを抜いていく。ロイテマンのスーパーソフトタイヤは早くも摩耗して上位3台から引き離されていく。16周目にセベールがピーターソンを抜いて6位に浮上した。
34周目にセベールがレガツォーニを抜いて5位に浮上する。その頃までにフィッティパルディはギアチェンジのトラブルに苦しみ、35周目にハルムに2位の座を明け渡した。ロイテマンはタイヤの摩耗に苦しみ、43周目にはブラバム陣営がロイテマンのタイヤを交換する決断を下し、45周目にタイヤを変えてコースに戻り、14位まで後退したことで地元ファンは落胆した。これでセベールは4位となったが、60周目にオイル漏れによりギアボックスが壊れてリタイアし、次の周にはフィッティパルディもリアサスペンションのトラブルでリタイアした。2人のリタイアによりジャッキー・イクスが3位に浮上したが、首位のスチュワートとは1分以上の差が付いていた。
スチュワートは一度も首位の座を譲らずにレースを制し、2位のハルムは1970年メキシコGP以来1年半ぶりの表彰台に立った。フェラーリ勢はスチュワートに大きく遅れを取りイクスが3位、レガツォーニは4位に甘んじた。ティム・シェンケンはサーティース移籍初戦で5位入賞を果たした。ピーターソンが6位に入賞した。ロイテマンは7位まで順位を回復した。

### レース結果
| 順位    | No. | ドライバー                     | コンストラクター      | 周回数 | タイム/リタイア原因                | グリッド | ポイント |
| ------- | --- | ------------------------------ | --------------------- | ------ | ---------------------------------- | -------- | -------- |
| 1       | 21  | ジャッキー・スチュワート       | ティレル-フォード     | 95     | 1:57:58.82                         | 2        | 9        |
| 2       | 17  | デニス・ハルム                 | マクラーレン-フォード | 95     | +25.96                             | 4        | 6        |
| 3       | 8   | ジャッキー・イクス             | フェラーリ            | 95     | +59.39                             | 8        | 4        |
| 4       | 9   | クレイ・レガツォーニ           | フェラーリ            | 95     | +1:06.72                           | 6        | 3        |
| 5       | 19  | ティム・シェンケン             | サーティース-フォード | 95     | +1:09.11                           | 11       | 2        |
| 6       | 14  | ロニー・ピーターソン           | マーチ-フォード       | 94     | +1 Lap                             | 10       | 1        |
| 7       | 2   | カルロス・ロイテマン           | ブラバム-フォード     | 93     | +2 Laps                            | 1        |          |
| 8       | 23  | アンリ・ペスカロロ             | マーチ-フォード       | 93     | +2 Laps                            | 15       |          |
| 9       | 3   | ハウデン・ガンレイ             | BRM                   | 93     | +2 Laps                            | 13       |          |
| 10      | 7   | ヘルムート・マルコ             | BRM                   | 93     | +2 Laps                            | 19       |          |
| 11      | 15  | ニキ・ラウダ                   | マーチ-フォード       | 93     | +2 Laps                            | 22       |          |
| Ret     | 11  | エマーソン・フィッティパルディ | ロータス-フォード     | 61     | サスペンション                     | 5        |          |
| Ret     | 22  | フランソワ・セベール           | ティレル-フォード     | 59     | ギアボックス                       | 7        |          |
| Ret     | 4   | レイネ・ウィセル               | BRM                   | 59     | 水漏れ                             | 17       |          |
| Ret     | 18  | ピーター・レブソン             | マクラーレン-フォード | 49     | エンジン                           | 3        |          |
| Ret     | 10  | マリオ・アンドレッティ         | フェラーリ            | 20     | エンジン                           | 9        |          |
| Ret     | 20  | アンドレア・デ・アダミッチ     | サーティース-フォード | 11     | 燃料システム                       | 14       |          |
| Ret     | 1   | グラハム・ヒル                 | ブラバム-フォード     | 11     | 燃料ポンプ                         | 16       |          |
| DSQ     | 12  | デビッド・ウォーカー           | ロータス-フォード     | 8      | 失格（アウトサイド・アシスタンス） | 20       |          |
| Ret     | 5   | ピーター・ゲシン               | BRM                   | 1      | オイル漏れ                         | 18       |          |
| Ret     | 6   | アレックス・ソラー＝ロイグ     | BRM                   | 1      | アクシデント                       | 21       |          |
| DNS     | 16  | クリス・エイモン               | マトラ                | 0      | ウォームアップでギアボックス       | 12       |          |
| ソース: |     |                                |                       |        |                                    |          |          |

優勝者ジャッキー・スチュワートの平均速度
161.607 km/h (100.418 mph)
ファステストラップ
- ジャッキー・スチュワート - 1:13.66 (25周目)

ラップリーダー
太字は最多ラップリーダー
- ジャッキー・スチュワート - 95周 (全周回)

達成された主な記録
- ドライバー
  - 初出走/初ポールポジション/初完走: カルロス・ロイテマン[20]
  - 最終入賞: ティム・シェンケン[21]
  - 初完走: ニキ・ラウダ[22]
- エンジン
  - 40回目のポールポジション/40回目のファステストラップ: フォード・コスワース

## 第1戦終了時点のランキング
| 順位    | ドライバー               | ポイント |
| ------- | ------------------------ | -------- |
| 1       | ジャッキー・スチュワート | 9        |
| 2       | デニス・ハルム           | 6        |
| 3       | ジャッキー・イクス       | 4        |
| 4       | クレイ・レガツォーニ     | 3        |
| 5       | ティム・シェンケン       | 2        |
| ソース: |                          |          |

| 順位    | コンストラクター      | ポイント |
| ------- | --------------------- | -------- |
| 1       | ティレル-フォード     | 9        |
| 2       | マクラーレン-フォード | 6        |
| 3       | フェラーリ            | 4        |
| 4       | サーティース-フォード | 2        |
| 5       | マーチ-フォード       | 1        |
| ソース: |                       |          |

- 注:  トップ5のみ表示。前半6戦のうちベスト5戦及び後半6戦のうちベスト5戦がカウントされる。